# البعثات العباسية إلى شرق إفريقيا
بعثات عسكرية عباسية إلى شرق إفريقيا، هي حملتين أو ثلاثة حملات عسكريَّة عِقابيَّة وُرِدت في "كتاب الزنج" حيث اشتهرت الحملات في زمن الخلفاء العباسيون مثل أبو جعفر المنصور 754-775 وهارون الرشيد 786-809 والمأمون 813-833 حيث قاموا بإرسال حملات عقابية إلى الإمارات الإسلامية الناشئة على طول الساحل الصُّومالي وأنشأوا حُكَّام على إثرِه. لا يُعرف أو يُشتهر كتاب الزنج في أي نسخة قبل القرن العشرين كما أن مدى صحّته التاريخيَّة وقعت بموضع شكِّ كبير في الفترة الإسلامية المبكرة.
وقد سجَّل الأديب العَربي في العصر العَبَّاسي الجاحظ إرسال رحلة استكشافية عُمانية إلى شرق إفريقيا وذلك في أواخر القرن السابع، لكنها هُزمت ولم تُسفر عن تغيير.  ووفقًا لكتاب الزنج فقد جاء الإسلام إلى مقديشو وجزيرة كلوة في 694-695 وذلك في عهد الخليفة الأموي مُروان بنُ الحكم، وبعد مرور سنة تقريباً أيّ بين عامي 696-697 أفاد الكِتاب بوصول الوفد الشامي الذي كان في رِحلة إلى الساحل الإفريقي إلى عاصِمة الخلافة. وقد أخبروا الخَليفة الأمويّ بإسلام أهل الساحل وأنهم وافقوا على تأدية ضريبة الخراج للخلفاء.
وبعد استِلام العبَّاسيين للخِلافة من الأمَويِّين عام 750 بعدة سنوات، أرسل الخليفة أبو جَعفَر اَلمنصور مبعوثاً هو يحيى بن عمر العنزي إلى مدن شرق إفريقيا في الفترة بين 765-766. وقد قبل حُكَّام إمارات مقديشو ومركا وباراوا وفازعة وسيوي وباتا و جزيرة ماندا وتاقا ولامو وأوزي ومالندي وأويومبا وكيليفي وباساسة وزنجبار وكلوة وويبو من بين أولئك الذين أذعنوا للمبعوث ويرجِّح تاريخ جيرفاس ماثيو ذلك إلى أن الأحداث وقعت بين سنتي 766-767 ويعتبرها حملة عسكرية.
وفقًا للكتاب ففي عام 804 رفض الزنج الاستمرار في دفع الخِراج للخِلافة، فأرسل الخليفة هارون الرشيد أميراً مع الجنود ضدهم، وقد استبدل الولاة العرب بولاة فُرُس من شيراز وعيَّنهم في كل قرية على طول السَّاحل من مقديشو إلى كلوة.
كما يذكر الباحث بيت شرونيكل أن الخليفة هارون أرسل الفرس كونهم مُخلصين لسنوات عديدة لكنهم توقفوا عن إرسال الخراج حتى في عهد هارون ودخلوا تمرَّداً مفتوحاً خلال محنة خلق القرآن التي تبناها الخليفة المأمون. وقد أرسل الزنج بياناً إلى بغداد وأرسل الخليفة جيشًا قوامه 50 ألفاً (نشأ إما في العراق أو مصر) وذلك بهدف توجيهه إلى ماليندي، مما دفع قادة التمرُّد إلى الهروب بإتجاه صحراء نيري إلا أنهم عادوا حينما غادر الجيش العَبَّاسي ولكنهم دفعوا الخراج المستحق عليهم وقبلوا رأي المأمون. يؤرخ كتاب الزنج هذه الأحداث إلى 837-838، وهو ما لا يتفق مع عهد المأمون مما يجعل القِصَّة مشكوكة أو أنه اختُلِط على الكاتِب زمن بعض الخُلُفاء.

## ملحوظات
1. كتاب الزنج لم يوضِّح هل يُقصد من خِلاله الوالي الأموي معاوية بن سفيان أم موسى بن عمر الخثعمي.
2. بحسب محمد حاج المختار، فإن بلاد الزنج "أرض السود" شملت أراضٍ جنوب الصومال وامتدت من مقديشو إلى جزيرة كلوة.